# Ilattia monotretalis
Ilattia monotretalis är en fjärilsart som beskrevs av Paul Mabille 1879. Ilattia monotretalis ingår i släktet Ilattia och familjen nattflyn. Inga underarter finns listade i Catalogue of Life.